# Róisín
Róisín, anglisiert Roisin oder Rosheen, ist ein irischer weiblicher Vorname. Er bedeutet „kleine Rose“. Die englische Entsprechung ist Rose, Rosaleen oder Rosie.

## Namensträgerinnen
- Roisin Conaty (* 1979), englische Schauspielerin, Komikerin und Autorin
- Róisín Murphy (* 1973), irische Musikerin und Musikproduzentin

## Musik
- „Róisín Dubh“ ist ein irisches Lied aus dem 16. Jahrhundert, das von Pádraig Pearse ins Englische übersetzt wurde.
- Das  Album Black Rose: A Rock Legend von Thin Lizzy bezieht sich sowohl im Titel als auch im abschließenden Lied auf Róisín Dubh.